# William Blackstone

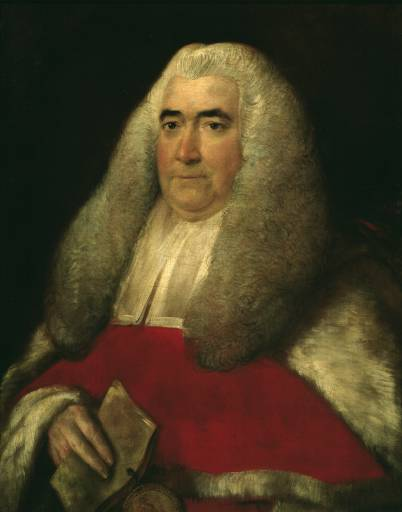
Porträt Blackstones von Thomas Gainsborough, 1774

Sir William Blackstone [wiljəm 'blækstən] (* 10. Juli 1723 in City of London, London; † 14. Februar 1780 in Wallingford, Berkshire; heute Oxfordshire) war ein englischer Jurist, Richter, Professor und Member of Parliament. Er ist vor allem für seine historische analytische Abhandlung über das Common Law, den Commentaries on the Laws of England (deutsch etwa: „Kommentare zum Recht Englands“) bekannt, die erstmals in den Jahren 1765–1769 von dem Universitätsverlag Oxford University Press herausgegeben wurden.

## Leben
Blackstone wurde in Cheapside, einer bekannten Straße in London, als vierter Sohn eines Stoffhändlers, der schon einige Monate vor seiner Geburt gestorben war, geboren. Als Blackstones Mutter starb, wurde er im Alter von zwölf Jahren Waise und lebte fortan bei seinem Onkel Thomas Bigg. Trotz alledem erlangte Blackstone eine exzellente Ausbildung, so besuchte er zunächst zwischen 1730 und 1738 die Eliteschule Charterhouse und studierte anschließend am Pembroke College in Oxford.
Im Jahr 1741 wurde er am Middle Temple, einer der vier Anwaltskammern, den sogenannten Inns of Court, Student und zwei Jahre später wurde Blackstone zum Mitglied des All Souls College in Oxford gewählt. 1746 wurde er schließlich Barrister. Blackstone verbrachte am All Souls College keine erfolgreiche Zeit, galt aber immer als tüchtiger, effizienter und eifriger Mensch. 1750 veröffentlichte er An Essay on Collateral Consanguinity.
Seit dem Jahr 1751 hatte Blackstone als Richter gearbeitet, wodurch er ein großes Interesse für das Common Law entwickelte. Ab 1753 hielt er darüber Vorlesungen, die weltweit die ersten waren, die an Universitäten über dieses Thema gehalten wurden. Seine 1756 veröffentlichte Schrift An Analysis of the Laws of England bildete die Grundlage, auf der er später seine berühmten Commentaries on the Laws of England schrieb. Als Charles Viner 1758 den Viner’schen Lehrstuhl für Englisches Recht, der heute noch existiert (englisch Vinerian Professorship of English Law) gründete, wurde Blackstone im gleichen Jahr erster Vorsitzender, bis er 1766 von Robert Chambers abgelöst wurde.
Im März 1761 wurde Blackstone für den rotten borough Hindon in Wiltshire Abgeordneter im House of Commons, dem er bis zum Jahr 1770 neun Jahre lang angehörte. Im Mai desselben Jahres heiratete er Sarah Clitherow und erwarb die Castle Priory in seinem Wohnort Wallingford. Zehn Jahre vor seinem Tod wurde er zum Knight Bachelor („Sir“) geschlagen.
Gegen Ende der 1770er Jahre verschlechterte sich Blackstones Gesundheitszustand und er starb schließlich im Jahr 1780 in Wallingford, wo er in der St. Peter’s Church beigesetzt wurde.

## Commentaries on the Laws of England

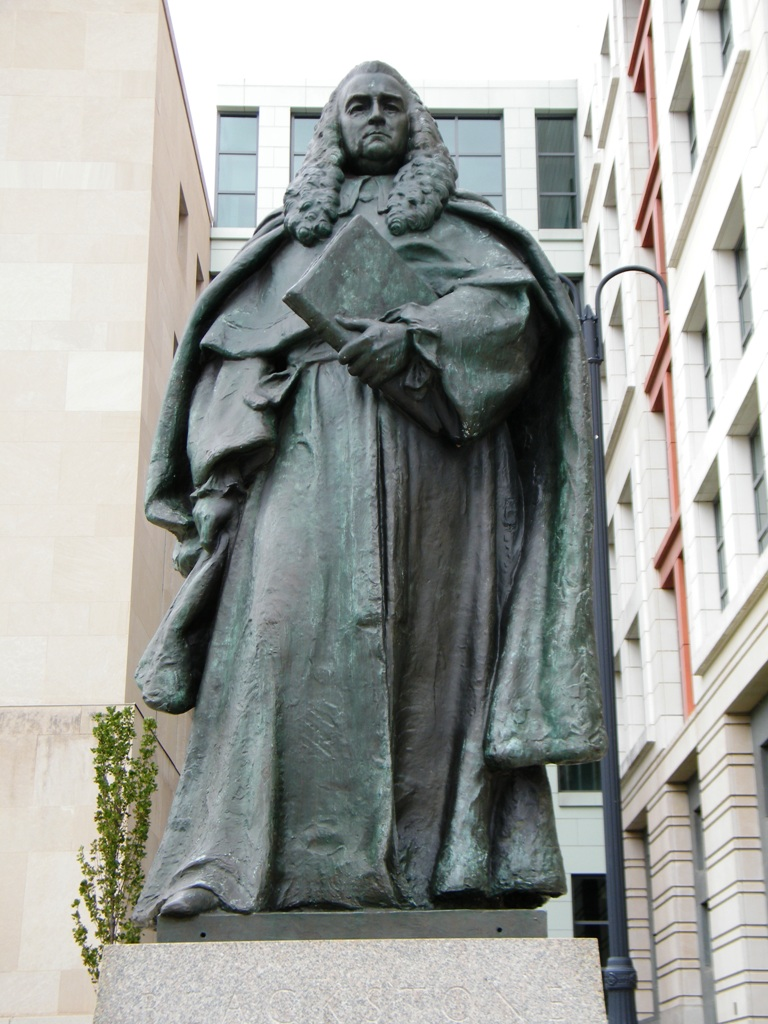
William Blackstone im Jahr 1920 von Paul Wayland Bartlett in Washington, D.C. erstellt

### Entstehung und Intention
Die Commentaries on the Laws of England sollten einen Überblick über das damals geltende Recht Englands geben. Der eigentlichen Veröffentlichung der Commentaries ging aber eine Vielzahl von anderweitigen Arbeiten voraus. Tatsächlich sind die Kommentare eine Zusammenfassung von Vorlesungen, die Blackstone zu seiner Zeit als Professor hielt. 1754 wurde eine erste Kurzzusammenfassung, die Analysis of the Laws of England herausgegeben, die als Anleitung für seine Schüler dienen sollte.
Der Sinn der Commentaries on the Laws of England lag darin, eine Zusammenfassung aller geltenden Rechte Englands zu geben, was der erste Versuch seit Henry de Bractons Schriften De Legibus et Consuetudinibus Angliae aus dem 13. Jahrhundert war.
Heute gelten Blackstone’s Commentaries hauptsächlich für Rechtshistoriker als bedeutend, werden jedoch im angelsächsischen Raum immer noch in law schools in der Grundausbildung besprochen, da die angelsächsische Rechtsprechung auf Common Law beruht, für das er eines der Fundamente errichtete. Zur damaligen Zeit bildeten sie die Grundlage der juristischen Ausbildung auf Hochschulen.

### Inhalt
Im Großen und Ganzen sind die Commentaries eine Zusammenfassung richterlicher Beschlüsse, die als Musterfälle galten, zu denen Blackstone ferner Beschreibungen und Schilderungen verfasste. Seine Arbeit umfasst unter anderem Fälle zum Eigentumsrecht, Persönlichkeitsrecht, Deliktsrecht und zum Strafrecht.